# Linnerberg (Aargau)
Der Linnerberg (früher auch Linnberg) ist ein 757 m ü. M. hoher Berg im Aargauer Jura. Er liegt im Gebiet des regionalen Naturparks Jurapark Aargau und gehört zu den höchsten Bergen im Bezirk Brugg. Zusammen mit der Gisliflue vier Kilometer weiter südlich bildet er den östlichen Abschluss des Faltenjuras.

## Geografie und Geologie
Das Massiv des Linnerbergs befindet sich in den Gemeindegebieten von Bözberg und Schinznach im Bezirk Brugg und Zeihen im Bezirk Laufenburg. Von der Ortschaft Linn, die nördlich des Berges in der Gemeinde Bözberg liegt und bis 2012 eine eigene Gemeinde bildete, erhielt der Berg seinen Namen. Die Grenzen zwischen den drei Gemeinden verlaufen mehrheitlich auf den höchsten Bergrücken und Gratlinien des Berggebiets.
Der Linnerberg bildet den östlichen Abschluss der zweiten Jurakette im Aargauer Jura. Die Antiklinale liegt in der Kontaktzone zwischen dem Faltenjura im Süden und dem Tafeljura im Norden. Die Landschaft mit mehreren durch hochgelegene Bergsättel getrennten Höhenzügen erhebt sich zwischen dem Schenkenbergertal im Süden, das auch Synklinale von Thalheim genannt wird, dem oberen Fricktal im Norden sowie der Hochebene des Bözbergs im Nordosten. Sie erstreckt sich von der Staffelegg über acht Kilometer gegen Osten bis zum Durchbruchstal der Aare bei Schinznach. Die höchsten Berge dieses Bereichs sind der Würz mit 800 m ü. M. und der Homberg mit 782 m ü. M. Höhe.
Die Topographie des Bergstocks besteht aus einem von Südwesten nach Nordosten verlaufenden Bergrücken mit teilweise sehr steilen Hängen und dem von diesem gegen Nordwesten abzweigenden Berg «Zeihergutsch». Dessen Gipfelbereich sowie der höchste Punkt auf dem Grat «Dreierberg» im Südwesten des Massivs liegen beide auf 757 m ü. M. Im Süden ist dem Hauptkamm des Linnerbergs die Anhöhe «Grund» vorgelagert. Dazwischen liegt das Quellgebiet des Längibachs (oder Längebach), eines Zuflusses der Aare. Im Westen wird das Gebiet des Linnerbergs vom Tal mit den Quellbächen der Sissle und im Norden von der Landschaft bei Linn und am Sagemülital begrenzt. Das Tal des Buechbachs bildet die nordöstliche Grenze der Berglandschaft im Nordosten. Auf der Ostseite erstrecken sich die Ausläufer Bözenegg, Bleiberg und Eihalde bis in die Talniederung an der Aare, wo der Hangfuss an der tiefsten Stelle bei Wallbach und Villnachern auf 365 m ü. M. die bedeutende Auenlandschaft mit dem Naturschutzgebiet Umiker Schachen-Stierenhölzli erreicht. Die vom Berg ausgehende Kalkrippe bildete in der Nähe des Thermalbads von Schinznach eine Stromschnelle im Aarelauf, die vor dem Bau des Kraftwerks Wildegg-Brugg noch zu sehen war. Auf der rechten Seite des Flusses erhebt sich der Wülpelsberg, der sich wie der Linnerberg während der Jura-Hauptüberschiebung bildete.
Der Linnerberg ist fast vollständig von Wald bedeckt und erreicht mit den tiefer liegenden Hängen im Norden, Osten und süden das Kulturland. Bei Linn zieht sich die offene Feldflur in den Gebieten «Zelgli» und «Nunnematt» bis auf die Höhe von 640 m ü. M. hinauf. Grössere Rodungslichtungen im Bergwald finden sich bei den Höfen Chalchdere und Beliberg. Für die Bewirtschaftung der Wälder am Linnerberg ist an der Nordflanke der Forstbetrieb Brugg zuständig und im Süden und Westen der Forstbetrieb Homberg-Schenkenberg.

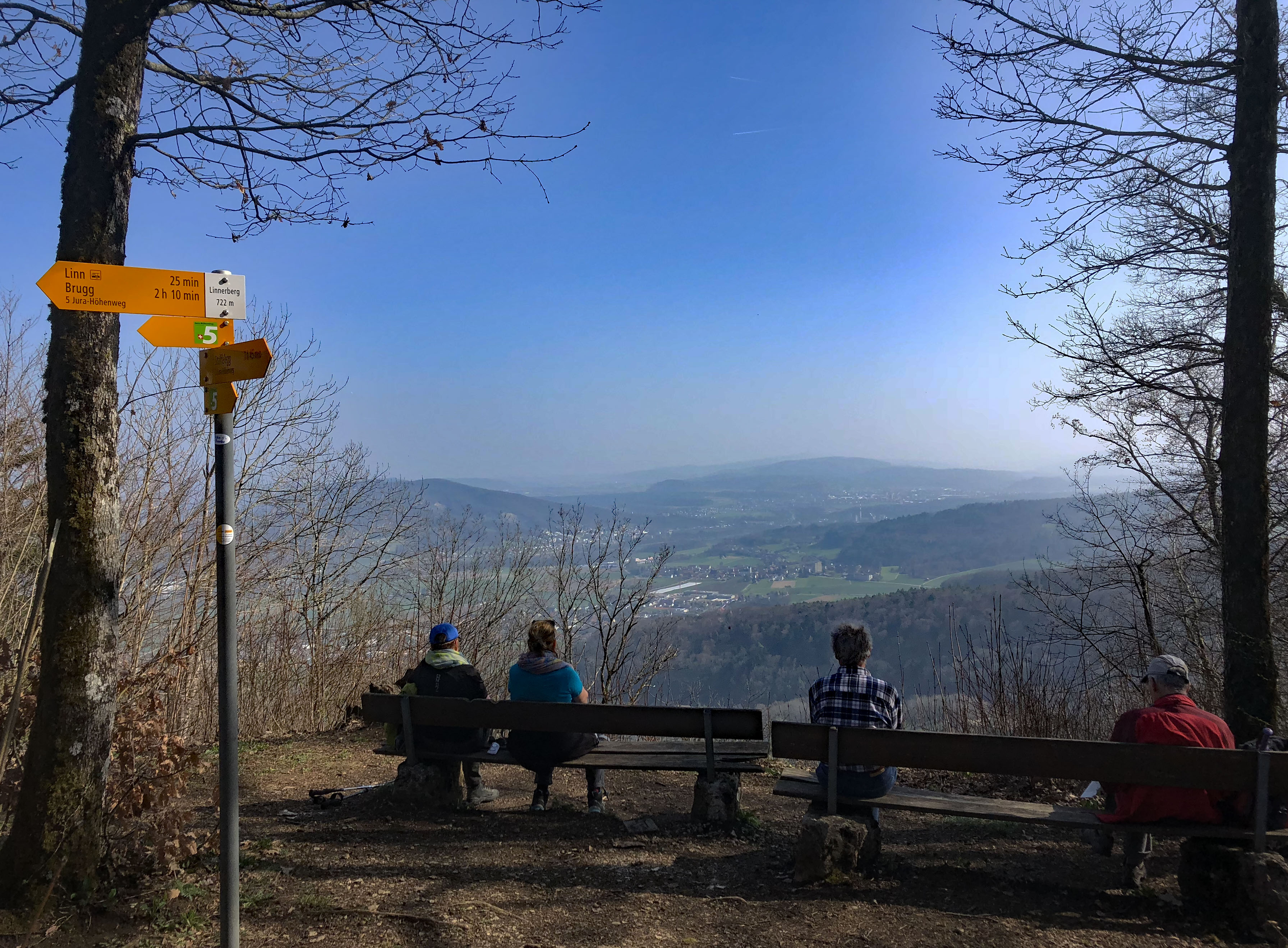
Aussicht vom Linnerberg über das Aaretal

Auf den unteren Flächen am südöstlichen Berghang des Bergvorsprungs «Grund» und «Chalm» liegen auf mehr als 50 Hektaren die Rebberge von Schinznach, die seit Jahrhunderten bestehen. 1859 schlossen sich die Winzer zu einer Weinbaugesellschaft zusammen und 1895 gründeten sie die Rebbaugenossenschaft Schinznach. In Gebiet der Rebberge steht auf einer Hangterrasse das im 17. Jahrhundert gebaute Schloss Kasteln, das bedeutendste historische Bauwerk in der Umgebung des Linnerbergs.

## Geologie
Während der Gebirgsbildung entstanden in der Bruchzone bei Schinznach durch die Jura-Hauptüberschiebung verschiedene hoch aufragende Bergkuppen, zu denen auch die Linnerbergschuppe gehört. An diese sind durch die tektonischen Vorgänge der südlich vorgelagerte Höhenzug «Grund» und die Bözenegg-Schuppe aufgeschoben. In diesem Bereich verläuft die Grenzlinie zwischen dem Faltenjura und dem Tafeljura.
Das Gebirge besteht im Bereich des Linnerbergs aus mehrfach überschobenen Stufen aus Muschelkalk, Anhydrit, Dolomit, Opalinuston und Gipskeuper. Die zerklüfteten und wasserführenden Gesteinsschichten des Linnerbergs und auch dessen Nordhang mit Einschluss der Dorfsiedlung von Linn gehören zum Einzugsbereich der Quellen von Bad Schinznach und liegen im Thermalschutzbereich. Das Grundwasser vom Linnerberg fliesst durch Muschelkalkschichten in das Aaretal und trifft dort auf das heisse Tiefengrundwasser, das von Süden her durch den kristallinen Untergrund strömt und in der Klus von Wallbach die Oberfläche erreicht.
Auf der Ostseite des Dreierbergs kommt am Berghang als besonderes Geotop die in diesem Bereich des Jura sonst seltene Erosionsform einer Doline vor, die als Karstform nach dem Einsturz von Gispsschichten entstand. Die Stelle ist unter dem Flurnamen «Täuferchile» bekannt.
Der Nordhang des Linnerbergs liegt südlich des Studiengebiets «Jura Ost», das die Nationale Genossenschaft für die Lagerung radioaktiver Abfälle im Hinblick auf ein eventuelles Endlager für schwach- und mittelaktive Abfälle 2020 mit Tiefenbohrungen untersuchte. Das Sedimentgestein Opalinuston, das auch in Felsschichten am Linnerberg ansteht und im Untergrund des Plateaujuras nördlich davon in der Tiefe von etwa 600 Metern in einer bedeutenden Mächtigkeit vorkommt, wurde vom Eidgenössischen Nuklearsicherheitsinspektorats als Umgebung für das geplante Tiefenlager geprüft.

## Verkehrsgeografie

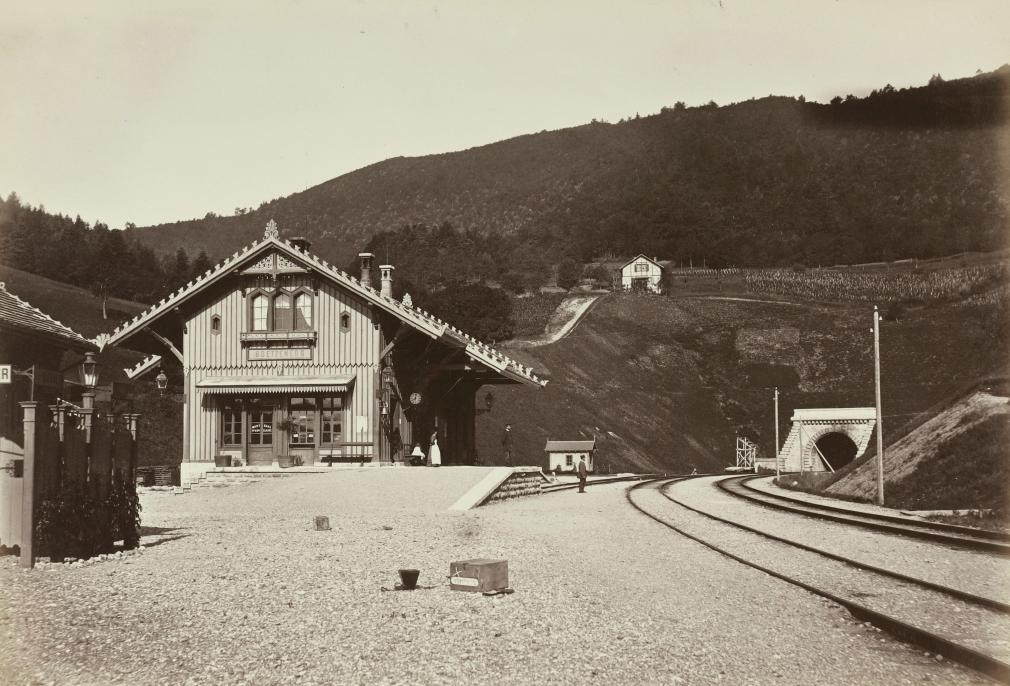
Station Bözberg (heute «Schinznach Dorf») mit dem alten Tunnelportal unter dem Linnerberg

Zwei bedeutende Hauptverkehrswege der Nordwestschweiz durchqueren im Linnerberg das Juragebirge: Die Bözbergstrecke der SBB führt, von Brugg her kommend, auf einer ansteigenden Rampe am Hang des Linnerbergs in das Längebachtal zur Station Bözenegg, wo die Ostportale des neuen und des alten Bözberg-Eisenbahntunnels (2526 m Länge) liegen, und erreicht bei der Station Effingen das Fricktal. Bei Villnachern durchquert die Bahnlinie den vom Berg ausgehenden Sporn an der Eihalde mit dem 184 Meter langen Villnacherntunnel. Der Bau des ersten Eisenbahntunnels in den 1870er Jahren war für die Kenntnis der komplizierten geologischen Verhältnisse im Linnerberg wichtig.
Der 3700 Meter lange Bözbergtunnel der Autobahn A3 führt fast parallel zu den Eisenbahntunnels durch das Bergmassiv; sein Ostportal liegt an der Bözhalde nördlich von Schinznach-Dorf und sein Westportal ebenfalls in der Nähe der Bahnstation Effingen im Fricktal.

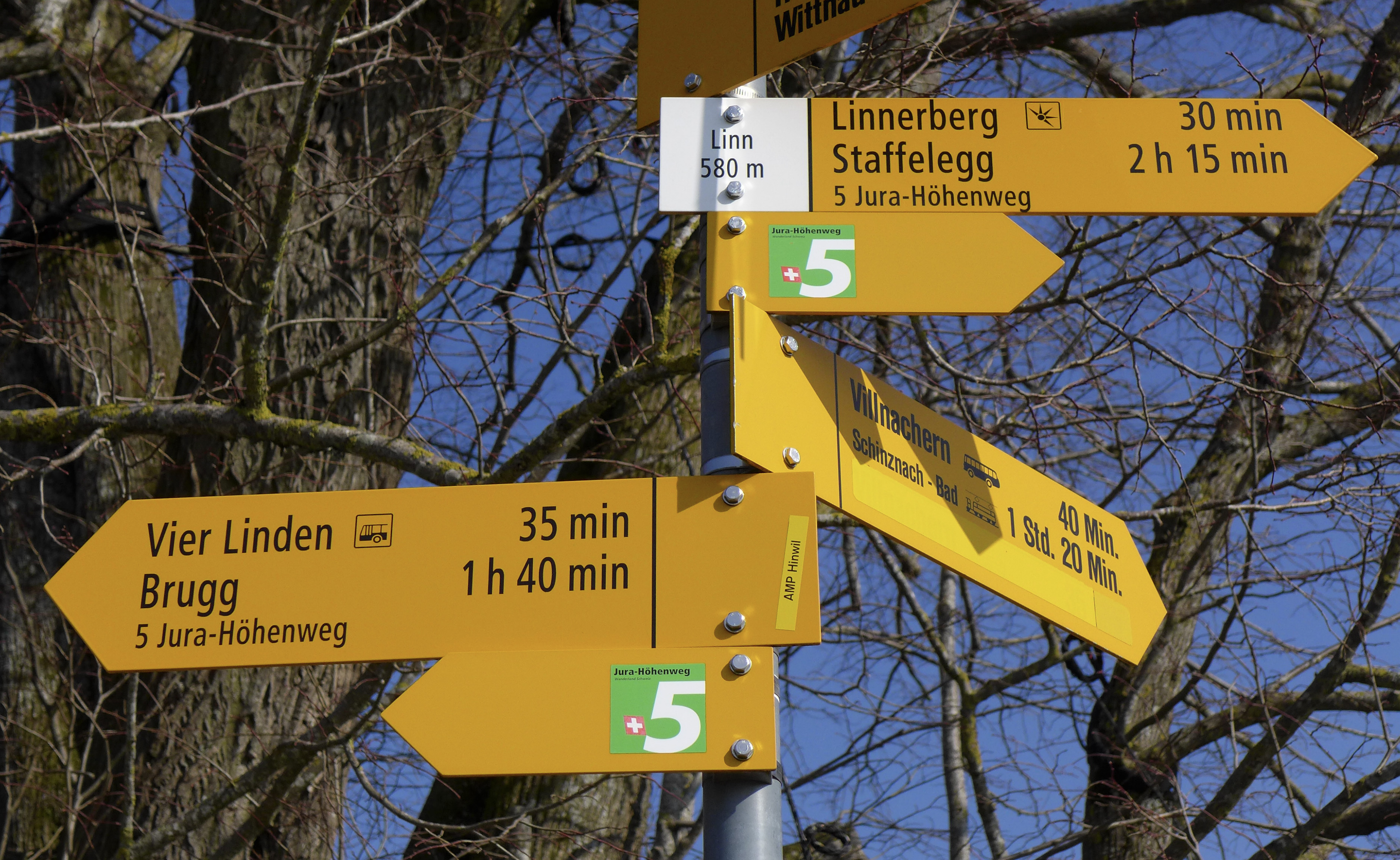
Wegweiser bei der Linde von Linn

Das Waldgebiet ist mit zahlreichen Forststrassen erschlossen. Über den Berg führen mehrere Wanderwege; er wird von der Fernwanderroute Jura-Höhenweg überschritten, die von der bekannten Natursehenswürdigkeit Linner Linde auf den Höhenzug und zu einer hoch über dem Längibachtal liegenden natürlichen Aussichtsterrasse mit Blick auf das Aaretal und die Alpen führt. Die offizielle Wanderroute umgeht die höchsten Gipfel, die jedoch auf Waldpfaden zu erreichen sind. Vom Bergrücken aus ist die Mountainbike-Route «Linnerberg-Trail» markiert. Der Osthang des Linnerbergs ist als anspruchsvolles Orientierungslauf-Gebiet bekannt.

## Naturschutz

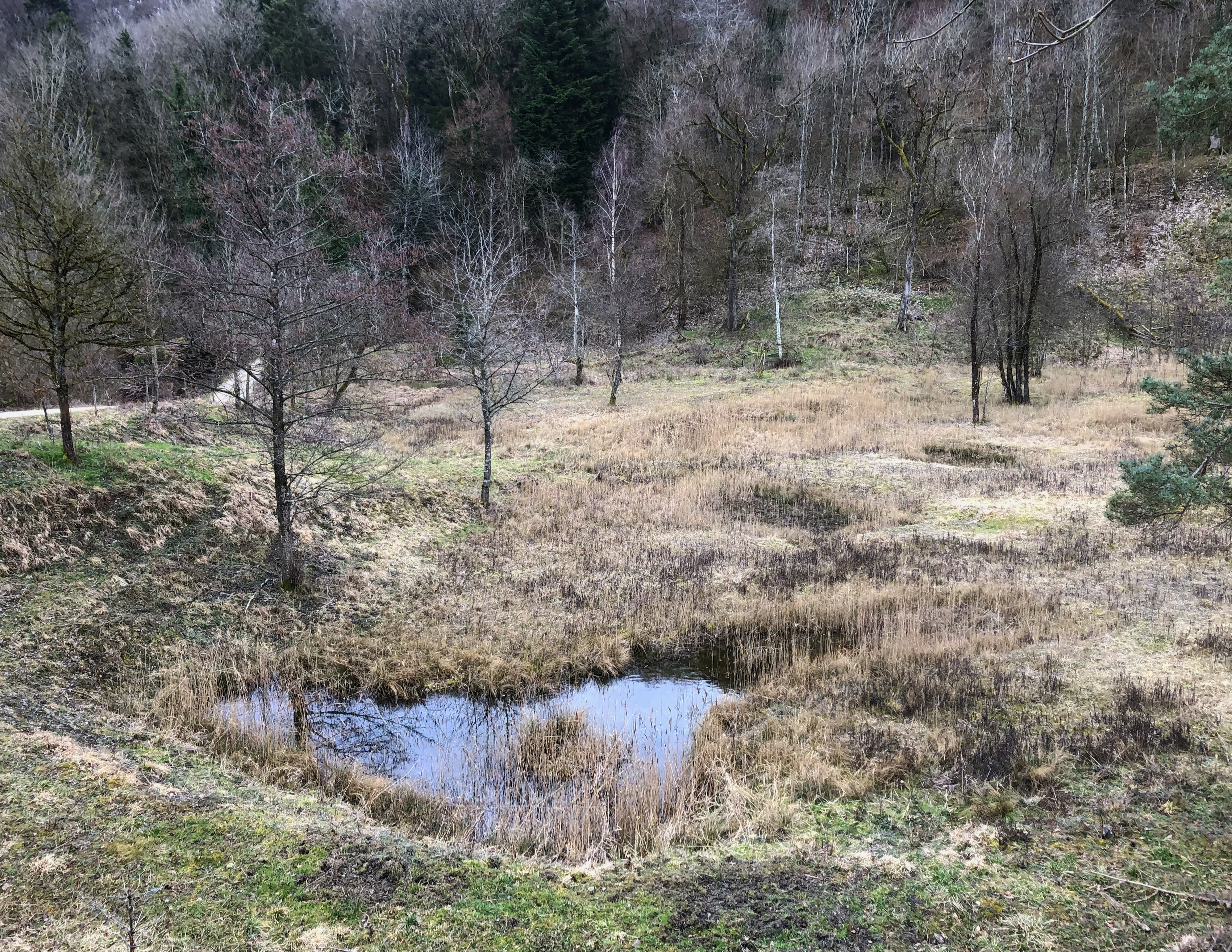
Naturschutzgebiet «Eriwis», ein Amphibienlaichgebiet von nationaler Bedeutung

Im Gebiet des fast vollständig bewaldeten Linnerbergs bestehen mehrere Naturschutzgebiete. Am Felskopf «Ibergflue» im Westen des Zeihergutschs, im Gebiet «Gättibuech» bei Linn und im «Broochtel» bei Wallnach liegen kantonale Waldreservate. Der offene Wiesenhang «Chneublet» bei Wallbach ist eine Fläche des Bundesinventars der Trockenwiesen und -weiden von nationaler Bedeutung. Das Längibachtal und der Grund liegen im Landschaftsschutzgebiet «Aargauer und östlicher Solothurner Faltenjura», das im Bundesinventar der Landschaften und Naturdenkmäler von nationaler Bedeutung verzeichnet ist.
Im Gebirge sind Habitate verschiedener Reptilienarten erhalten; so kommt dort zum Beispiel die im Kanton Aargau seltene Aspisviper vor. Am Nordhang des Höhenzugs «Grund» ist in einem Teil der ehemaligen, von den Zürcher Ziegeleien bis 1998 ausgebeuteten Opalinustongrube «Eriwis» bei der Bahnstation Schinznach ein Feuchtgebiet entstanden, das zu den Amphibienlaichgebieten von nationaler Bedeutung zählt und 2021 als kantonales Naturschutzgebiet eingezont wurde. Das 15 Hektaren grosse Schutzgebiet gehört seit 2015 der Organisation BirdLife Aargau und der Naturwerkstatt Eriwis, die das Areal seit 2006 pflegt. Im Reservat und seiner Umgebung sind Vögel, mehrere Amphibienarten wie Grasfrösche, Geburtshelferkröten und Erdkröten, etwa 25 Libellenarten und auf offenen Rohböden gemäss einer Untersuchung der ETH Zürich rund 100 Wildbienenarten nachgewiesen. Auf trockenen Wiesenflächen der Eriwis kommen verschiedene Orchideenarten vor.
Die gebirgige und waldreiche Naturlandschaft bildet einen Ausgangspunkt für Wildtierkorridore von nationaler Bedeutung an der Aare. Die Vernetzungsräume für Wildtierpopulationen sind im Richtplan des Kantons Aargau festgesetzt.